# Himmelsberg (Giesel)
Der Himmelsberg bei Giesel im hessischen Landkreis Fulda ist ein 489,7 m ü. NHN hoher Berg des Unteren Vogelsbergs im Osthessischen Bergland.
Der Himmelsberg ist ein erloschener Vulkan aus dem Tertiär, also vor Millionen von Jahren über der großen Magmakammer des Vogelsberges als Ausfluss im Gieseler Forst entstanden. Unter dem Lavagestein befindet sich Braunkohle, die man in der Mitte des 19. Jh versucht hat abzubauen.

## Geographie

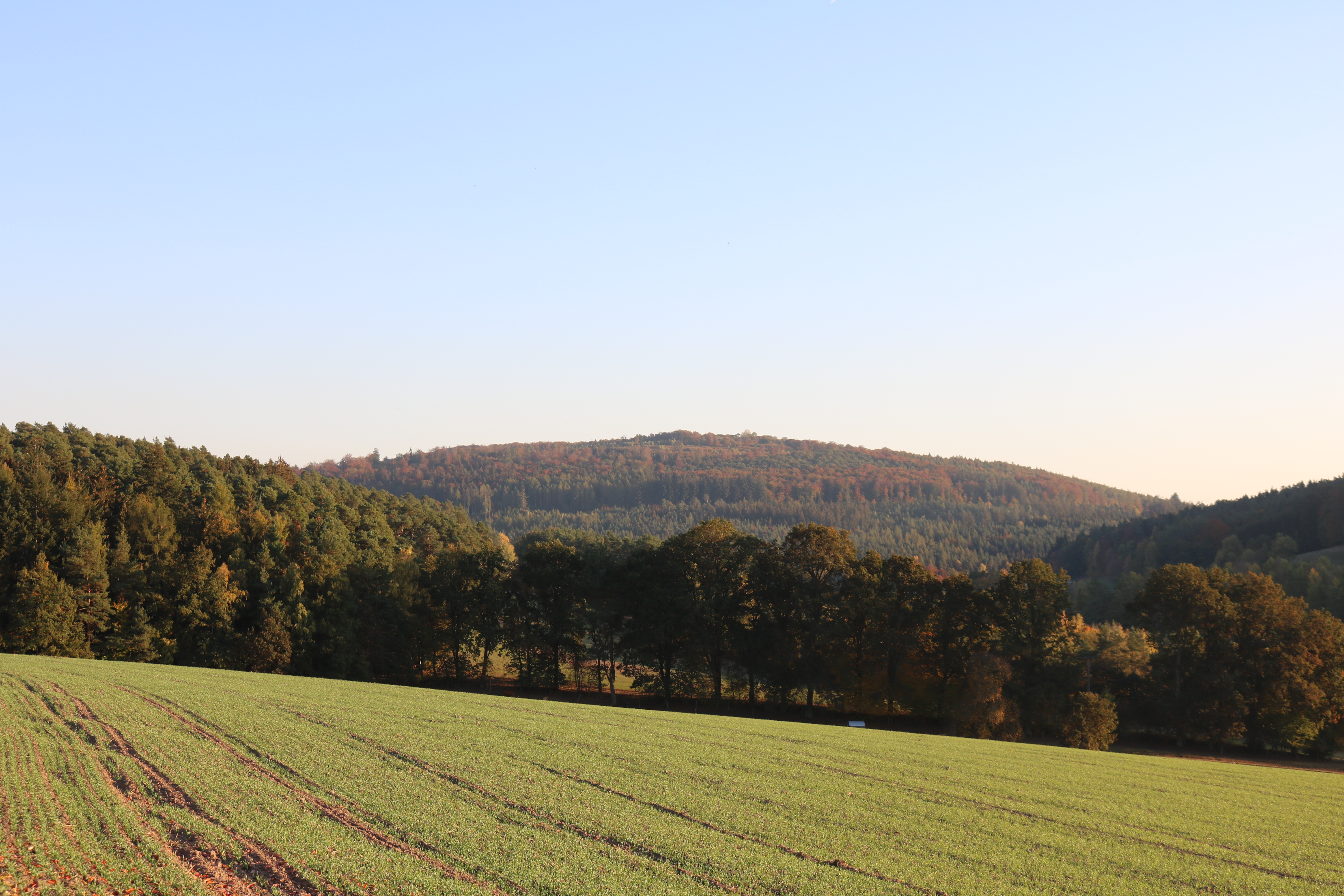
Himmelsberges (gesehen von der L 3139 bei Kleinlüder)

Als markanter, länglicher Bergrücken erhebt sich der Himmelsberg bei Fulda mit fast 490 m Höhe zwischen Giesel und Kleinheiligkreuz in dem ausgedehnten Gieseler Forst. Seine Flora und Fauna, sondern auch seine Geologie und seine Geschichte sind es wert sich ihm zu beschäftigen.
Sein mächtiger Buntsandsteinsockel ist unterlagert von den etwa 200 m mächtigen Salzablagerungen des Zechsteinmeeres (vor circa 240 -2525 Millionen Jahre alt).
In den Ablagerungen befinden sich Bergwerksstollen des Kaliwerkes K+S Neuhof, die bis unter den Himmelsberg in Richtung Bad Salzschlirf reichen. Über dem Buntsandstein liegen Sedimente, in die zwei Kohleflöze eingelagert sind. Die obere Kuppe des Berges wird von einer zweigeteilten Basaltdecke gebildet. Den Himmelsberg kann man als Zeugenberg bezeichnen, da seine Basaltdecke beweist, dass die Lavamassen des Vogelsbergvulkanismus bis hierher vorgedrungen sind.
Entstehung
Im Miozän (vor etwa 10 Mill. Jahren) lagerten sich auf dem weit älteren Buntsandstein (ca. 220 Mill. Jahre alt) Sand- und Tonschichten ab. In einem abflusslosen Becken bildete sich ein Torfmoor, aus dem später die Braunkohle hervorging. Der Charakter der damaligen Landschaft wurde durch eine Menge von Vegetationsformen bestimmt. Nadelbäume standen neben Buchen und Weiden, dazwischen Buschwerk, krautartige Farne und Lorbeerbäume.
Zu Beginn des Vogelsbergvulkanismus wurde eine dünne Tuff- und Ascheschicht abgelagert, über die sich dann mehrere Lavaschichten schoben. Diese harte Decke hat der Nachwelt die in den tertiären schichte gefundenen Pflanzenreste des Himmelsberges erhalten. Die bis heutige tätige Erosion hat Teile der damaligen Landoberfläche abgetragen, in den Bächen und Flüssen fortgeschwemmt und so die Gestalt des heutigen Berges herausmodelliert.

### Lage

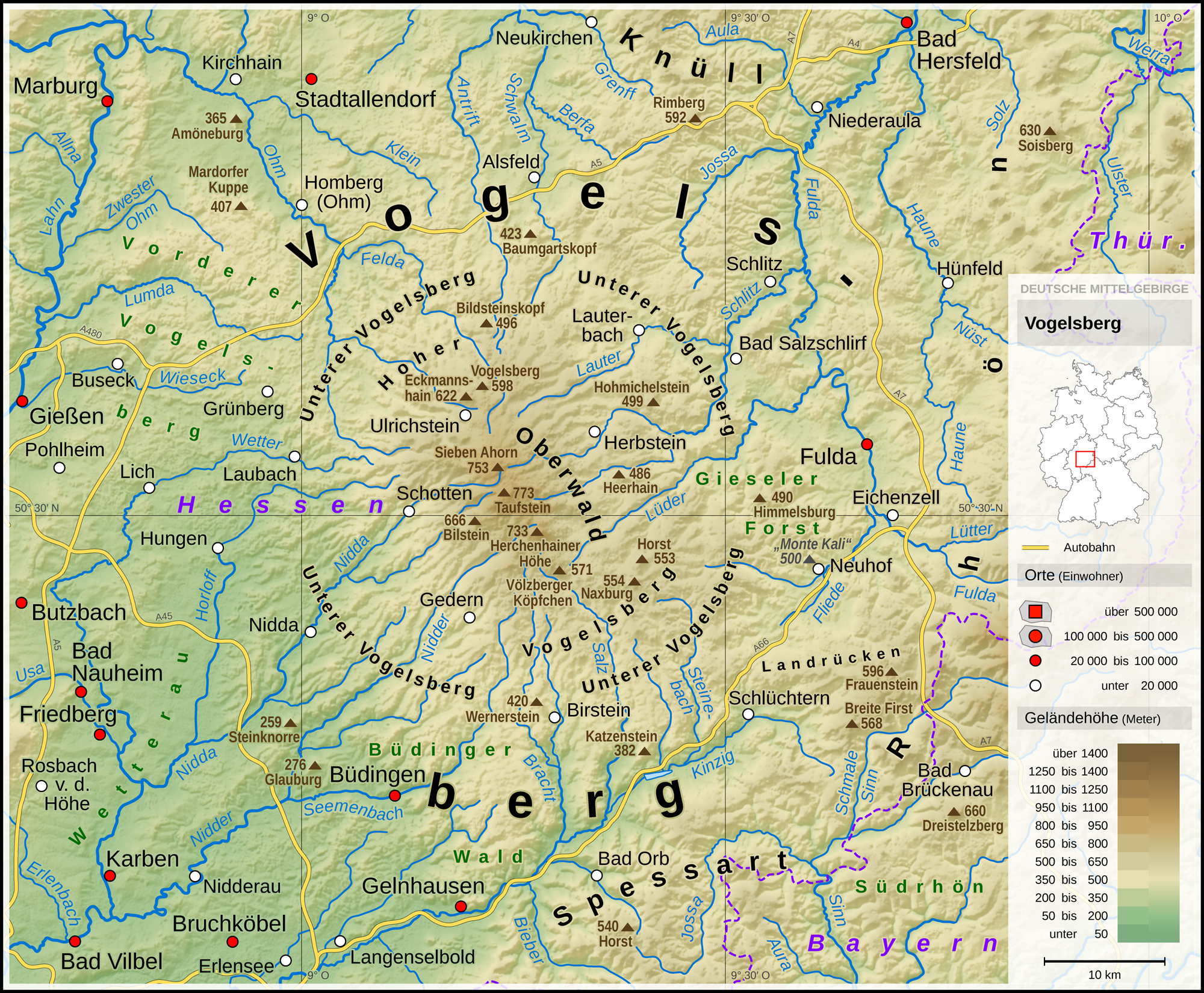
Lage des Himmelsberges im Gieseler Forst

Der Himmelsberg erhebt sich im zwischen dem Vogelsberg im Westen und der Rhön im Osten im Gieseler Forst. Sein Gipfel liegt 4,4 km südwestlich von Oberrode (Stadt Fulda), 2 km westnordwestlich von Giesel (Gemeinde Neuhof), 4,5 km ostnordöstlich des Kernorts von Hosenfeld, 3,6 km ostsüdöstlich von Schletzenhausen (Gemeinde Hosenfeld), 4,6 km südöstlich von Hainzell (Hosenfeld) und 4,5 km südsüdöstlich von Kleinlüder (Gemeinde Großenlüder). Die Kernstadt der an der Fulda gelegenen Stadt Fulda liegt etwa 10 km nordöstlich. Der Berg gilt zwar als Hausberg von Giesel, er liegt aber in der Gemarkung von Hosenfeld. Ostsüdöstlich in Richtung Giesel vorgelagert ist die Egert (430,9 m).
Am Ostfuß des Himmelsberges liegt im Talzug der Giesel (Gieselbach) der Neuhofer Ortsteil Giesel. An seinem Westfuß befindet sich das Tal des Lüder-Zuflusses Kalte Lüder, das sich vom Siebenbrunnental vorbei am Weiler Sieberzmühle mit dem gleichnamigen Ausflugsgasthof unterhalb eines Wandererparkplatzes an der Landesstraße 3079 mit dem Rabental vereinigt. Es verläuft weiter in nördlicher Richtung an der Zwickmühle und an den Wohnplätzen Schlagberg und Hessenmühle westlich an der Wallfahrtskirche Kleinheiligkreuz vorbei, um sich südlich vor Kleinlüder mit dem Tal der Jossa zu vereinigen.

### Naturräumliche Zuordnung
Der Himmelsberg gehört in der naturräumlichen Haupteinheitengruppe Osthessisches Bergland (Nr. 35) und in der Haupteinheit Unterer Vogelsberg (350) zur Untereinheit Fuldavorland des Vogelsberg (Gieseler Forst) (350.6) und stellt eine Singularität der 5. bis 7. Ordnung dar. Nach Nordosten leitet die Landschaft zur Haupteinheit Fuldaer Senke (352) und nach Nordwesten zur Untereinheit Östlicher Unterer Vogelsberg (350.3) über.

## Schutzgebiete
Auf dem Himmelsberg liegen oberhalb der 420-m-Höhenlinie das Naturschutzgebiet Himmelsberg (CDDA-Nr. 163681; 1980 ausgewiesen; 1,3261 km² groß) und das flächendeckende und gleich große Fauna-Flora-Habitat-Gebiet Himmelsberg (FFH-Nr. 5423-301).

## Flora und Fauna
Auf der plateauartigen Gipfelregion des Himmelsbergs befindet sich ein geschützter, sukzessiv (sich selbst überlassen) entstandener und lichter Perlgras-Buchenbestand während der übrige Bereich des Waldes wie die des Gieseler Forstes überwiegend aus Kiefernforsten mit eingestreuten kleineren Fichten- und Mischwaldbeständen bestehen. Auf dem westlichen Berghang sind ehemals von Giesel aus landwirtschaftlich genutzte Waldwiesen eingestreut. Der Berg hat überwiegend die für Nordhessen einzigartigen Vorkommen von Heidelbeer-Kiefernwäldern als Lebensraum des Caprimulgus europaeus (Ziegenmelker). Er hat regionale Bedeutung als wertvolles Brutgebiet. Zum Beispiel gibt es Schwarzstorch-Vorkommen im Westen im Naturschutzgebiet Himmelsberg mit Nahrungsbeziehungen unter anderem in das Tal der Giesel (Gieselbach) im Süden und zu deren Zufluss Saurode (mit Teichen) im Norden. Hinweis auf vier Rotmilan-Brutvorkommen im Waldrandbereich im Nordwesten über den wesentlichen Teil.
Bei den Bestandsaufnahmen 1979 und 1985 zur Erstellung einer Gesamtartenliste Flora NSG "Himmelsberg" wurden 389 Arten (einschl. eingeführte Baumarten), festgestellt.

## Geschichte

### Überblick
Der Himmelsberg gehörte von der Entstehung des Fränkischen Reiches unter den Dynastien der Merowinger und Karolinger ab dem 5. Jahrhundert über 13 Jahrhunderte und damit bis in die Neuzeit zu der zu Giesel gehörenden Waldgemarkung der ehemaligen Oberförsterei Giesel mit ihren zahlreichen Förstereien. Die Gemarkung rührt von der geschichtlichen Entwicklung her betrachtet aus dem früheren Wildbann Zunderhart – Karlmann-Schenkung die Landschenkung von Hausmeier Karlmann an Winfried Bonifatius im Jahre 747 an das Kloster Fulda – des bis in das 19. Jahrhundert bestehenden späteren Forstgut (Domäne). Die Grenzen des Gieseler Forstes decken sich fast mit dem Gebiet des Waldgebiets Zunderenhart (Zundernwald) zwischen den Flüssen Fulda und Lüder bis zur Fliede. Nach der Gebietsreform in Hessen seit den 1970er Jahren ist der Himmelsberg aus Gründen des Größenausgleichs der neuen Gemarkungsflächen aus der ehemaligen Gemarkung Oberförsterei Giesel der Gemarkung Hosenfeld zugeordnet worden.

### Religion

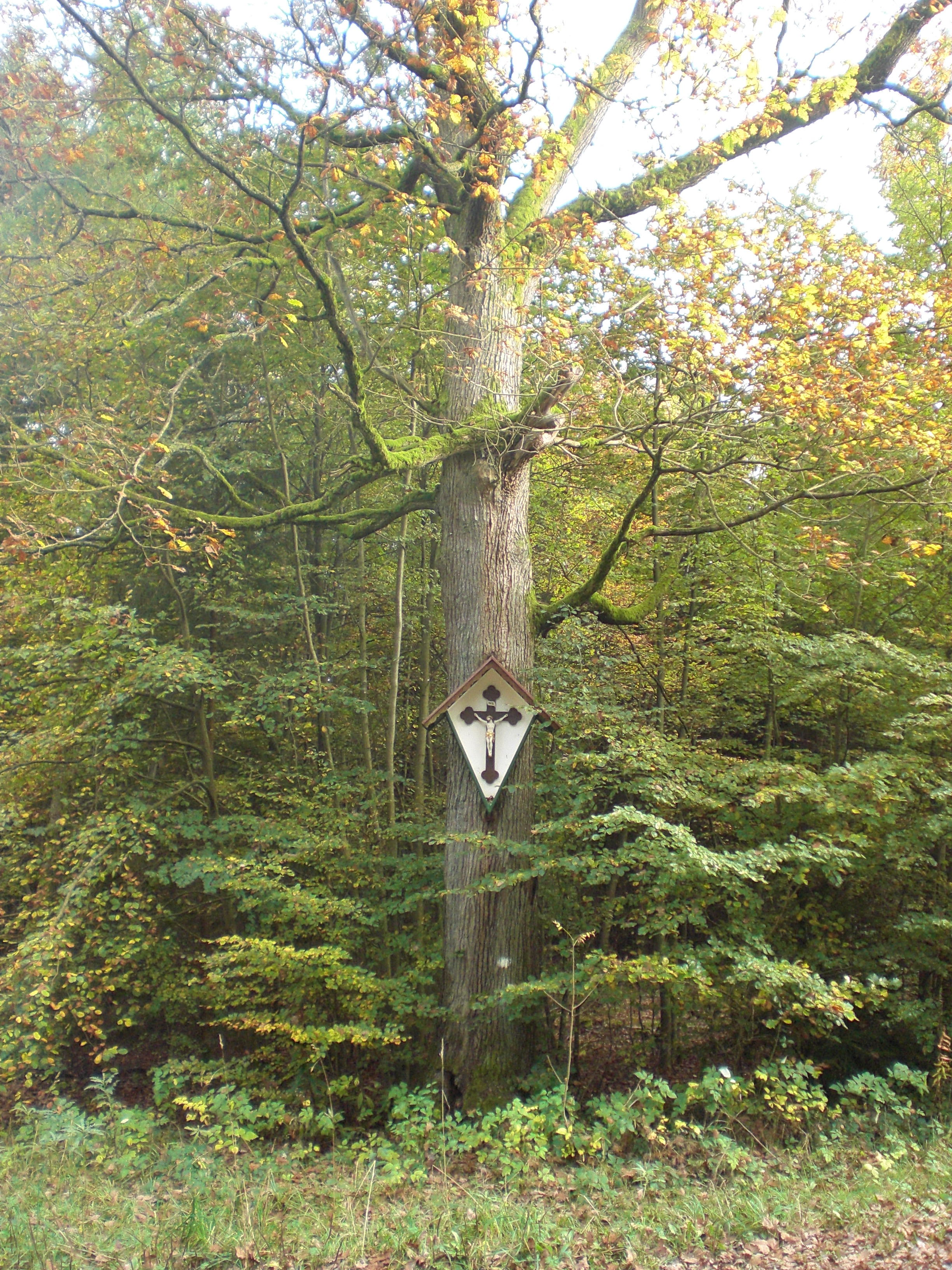
Die Herrgottseiche am Wallfahrtsweg von Giesel nach Kleinheiligkreuz

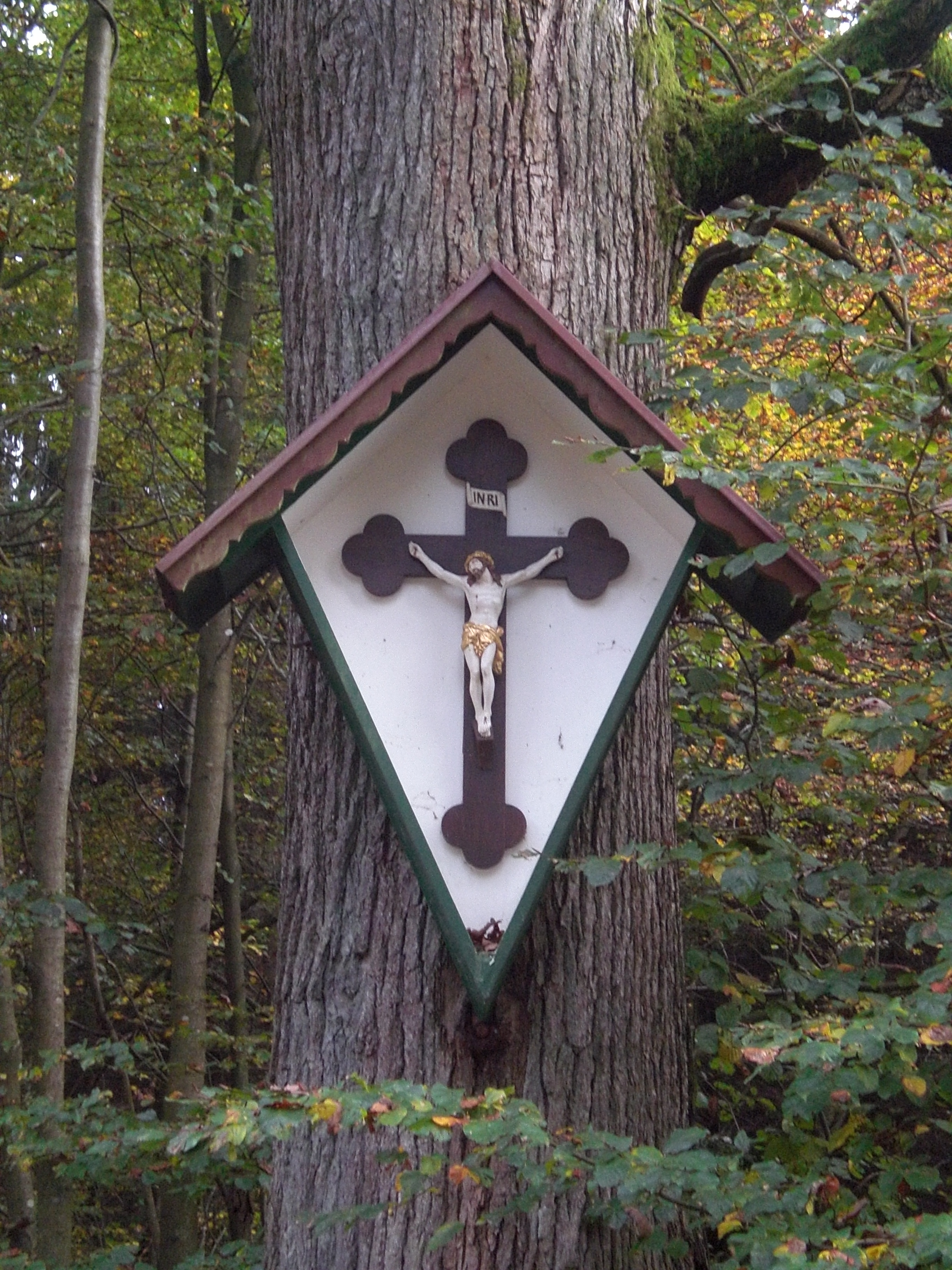
Das Kruzifix an Herrgottseiche am Wallfahrtsweg von Giesel nach Kleinheiligkreuz

Die Wohnplätze Schlagberg, Hessenmühle und Kleinheiligkreuz mit der Wallfahrtskirche gehörten seit dem Jahre 1731 bis zur Umgemeindung und Umpfarrung in den Jahren 1961/62 zur politischen Gemeinde Giesel und pfarrlich zur Kirche St. Laurentius (Giesel). Seit dieser Zeit führten zwei Wallfahrten zu den Kreuzfesten von der Mutterpfarrei Giesel nach Kleinheiligkreuz. Mit der Umpfarrung endeten auch die über Jahrhunderte jährlich zu den Hochfesten Kreuzauffindung (3. Mai) mit Landmaschinensegnung und Kreuzerhöhung (14. September) stattgefundenen Wallfahrten von Giesel nach Kleinheiligkreuz.
Erst in den 1980er Jahren wurde die alte Wallfahrt von Giesel nach Kleinheiligkreuz in der „Kreuzwoche“ (Kreuzerhöhung – 14. September) auf dem alten Wallfahrtsweg über den Himmelsberg / Herrgottseiche wieder aufgenommen. Die Wallfahrt erfolgt seitdem im September zur Wallfahrtwoche „Kreuzerhöhung“.

## Wirtschaftsgeschichte

### Töpferei
Auf dem oberen Süosthanghang des Himmelsbergs gibt es eine große Zahl von teils mit Wasser gefüllten Ton-Kauten (Restlöcher), die Zeugnis von dem ab dem 15. Jahrhundert belegten alten Töpferhandwerk in Giesel sind. Urkundlich belegt sind diese ab 1400 unter Fürstabt Johann I. von Merlau (1395–1440). 1640 gibt es in Giesel zwölf „Uhlmeister“ = Üllermeister (Töpfermeister). 1832 gibt es 29 Töpfermeister in „Döpfengiesel“, davon sind aber nur noch 15 Töpfer tätig. 1850 als der Gemeindebrennofen (am Dalles) in der Töpferstraße abgebaut und verkauft wird.

### Braunkohlebergbau
Mitte des 19. Jahrhunderts erfolgte durch Paläobotaniker aus Dresden-Neustadt eine Aufnahme des Bergwerkes. Beinahe auf der Höhe des Himmelsberges durchteufte nach Hermann Engelhardt von der Dreikönigsschule Dresden-Neustadt und der örtliche Lehrer Kunzmann in einem etwa 70 m tiefen Schacht zunächst Basalt, dann eine Tonschicht, unter welcher eine Schicht Treibsand und darunter Ton folgte, welcher die Decke der Kohle bildete. Letztere ist nach den vorgelegten Proben Moorkohle mit Ligniteinschlüssenen gewesen und wurde in „zwei schmalen Flötzen gewonnen und durch einen nach SO (Südosten) getriebenen Stollen, der zum Teil noch erhalten geblieben ist, zu Tage gefördert“.
"Die Fossilien aber, welche man in den meist schwarzen, chokoladenbraunen oder porzellanfarbigen Thonen, weniger in den Kohlen fand, sind uns geblieben.  Gesammelt wurden sie von Ernst Conrad Hassencamp (1824-1881), der sich um die Petrefakten der Rhön und des Vogelsberges große Verdienste erworben hat, und aufbewahrt bleiben sie in dem Senkenbergischen  Museum; zu Frankfurt a. M. Was wir bisher von ihm erfuhren, war äußerst gering; durch diese Arbeit wird es jedoch ermöglicht, einen erweiterten Blick auf die eingebetteten Reste der tertiären Himmelsbergflora werfen zu können, weiß sie ja von mehr als 100 Arten zu berichten, die sich in 46 Familien und 69 Gattungen einreihen lassen. Am stärksten vertreten sind unter ihnen die Cubuliferen (9 Arten) Papiilionaceen (8), Iuglandeen (6), Rhamneen (5), ihnen folgen die Myriceen,  Betulaceen, Proteaceen (mit je 4 Arten und die Farne, Ulmaceen, Salicineen, Laurineen und Acerineen (mit je 3)."
Im Jahre 1873 stellte man den Bergbau ein weil in der Gegend wegen des Holzreichtums und der geringen Industrie und wenig Bedürfnis nach Kohle vorhanden war und der Transport auf schlechten Wegen bis Fulda zu Teuer war.
Zeugnis vom vorhandenen Braunkohlevorkommen unter dem Gipfelbereich legt der alte noch vorhandene Bergwerksstollen, der jetzt als Fledermaus-Refugium dient, ab.

## Sage
Einer Sage nach hauste vor vielen Jahrhunderten im Zunderhart, einem großen, tiefen Wald zwischen Rhön und Vogelsberg das Wilde Heer, das sich gegen seinen König erhoben hatte und aus seiner Heimat vertrieben wurde.

## Vermessungs- und Aussichtsturm
Auf dem Himmelsberggipfel stand bis nach dem Zweiten Weltkrieg (1939–1945) ein begehbarer hölzerner Vermessungs- und Aussichtsturm. Er bot über die Baumwipfel der alten Buchenbestände durch seine exponierte Lage eine hervorragende Aussicht in alle vier Himmelsrichtungen – unter anderem zu diesen Sichtzielen: der Rimberg (Knüllgebirge) im Norden, die Wasserkuppe (Rhön) im Osten, der Hessische Landrücken im Süden, der Taufstein und Hoherodskopf (Vogelsberg) im Westen. Der Turm war aufgrund des Alters nach 1954 nicht mehr standsicher, zerfiel und wurde nicht mehr erneuert.
Heute befindet sich an der Stelle des ehemaligen Standortes ein Trigonometrischer Punkt der Landesvermessung als sichtbarer Granitstein auf dem Berggipfel.

## Wirtschaftsgeschichte
Der Himmelsberg war einst für Giesel durchaus von wirtschaftlicher Bedeutung:

### Basaltsteinbruch
Wenige hundert Meter entfernt vom einst auf dem Berg stehenden Vermessungs- und Aussichtsturm lag ein Steinbruch in dem Basalt abgebaut wurde. In den 1970er Jahren wurde er mit Abbruchmaterial der in der nahen Stadt Fulda angesiedelten ehemaligen Hutstoffwerke Fulda verfüllt. Nachdem dies aus naturschutzrechtlichen Gründen untersagt wurde, ist er mittlerweile in noch erkennbaren Randbereichen wieder im Zuge der Sukzession mit Büschen und jungen Bäumen bewachsen.

### Tonabbau
Der Tonabbau spielte im Mittelalter bis in die Neuzeit hinein, zur Herstellung von irdener Töpferware, für das Gebiet des Klosters Fulda und darüber hinaus eine wichtige Rolle. Zahlreich sind die noch erkennbaren Tonkauten auf den südöstlichen Hanglagen, die bis nahe an die Gipfelregion heranreichen. Sie zeugen als trichterförmige Abbaugruben von dem historischen Tonabbau. Es sind keine von Bombeneinschlägen in den letzten Tagen des Zweiten Weltkriegs verursachte Bombentrichter, wie oft fälschlich angenommen wird.

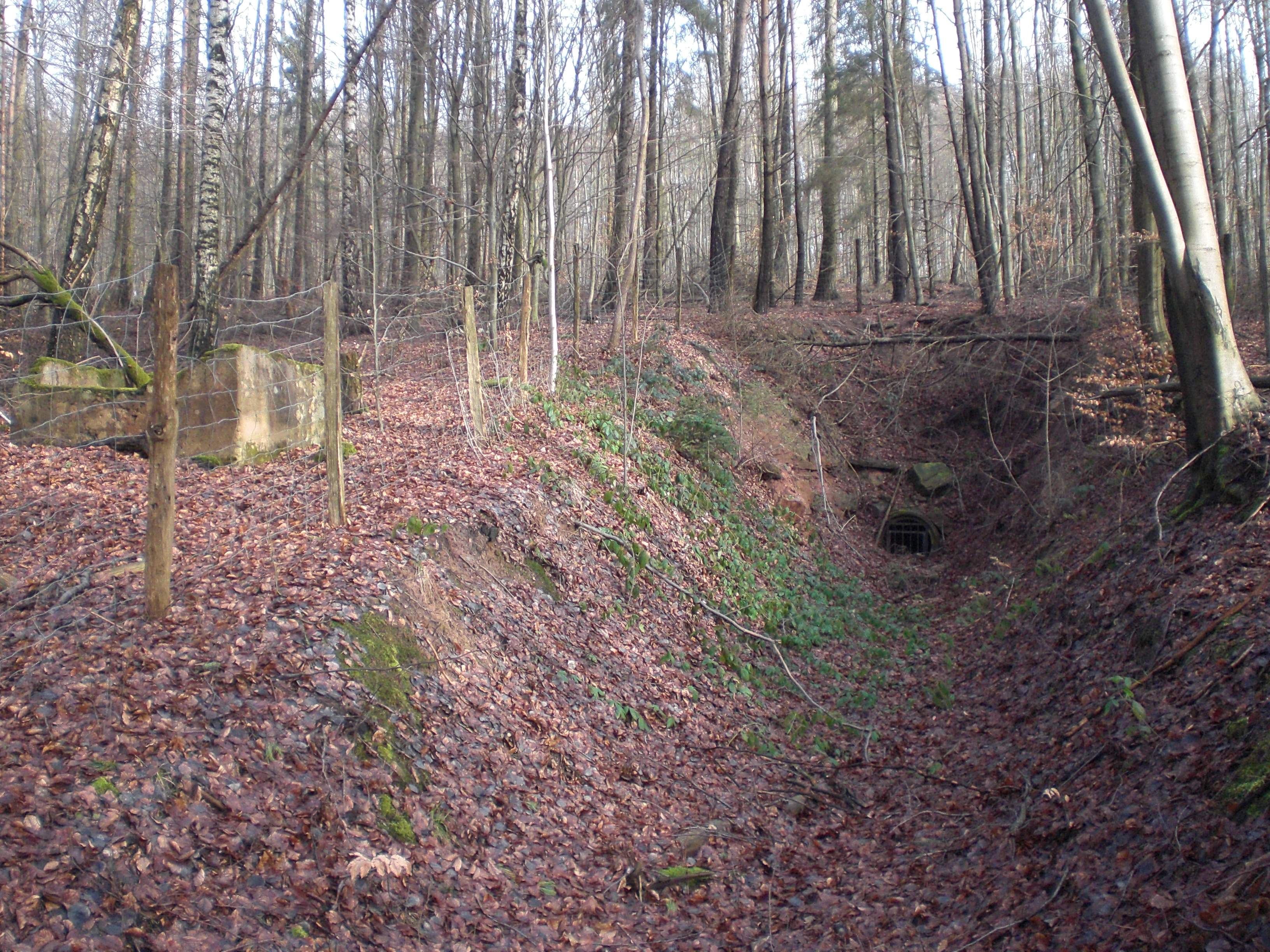
Ehemaliges Braunkohlebergwerk nach Aufgrabung des eingebrochenen Stolleneinganges mit Gebäuderesten der Anlage über Tage (links).

### Braunkohlebergbau
Für einen Braunkohlebergbau in der Neuzeit gab es Anfang des 20. Jahrhunderts auf dem Südhang des Berges auf dem Niveau der 450-m-Höhenlinie zwei Phasen von Abbauversuchen. Durch die Anlegung eines bergmännisch vorgetriebenen Stollens durch den anliegenden Buntsandstein sollte Braunkohle abgebaut werden. Die Versuche scheiterten. Die vorgefundene Kohle, so die Heimatforschung, war 1000 Jahre zu jung. 1920 wurde die Schachtanlage endgültig geschlossen.
Der Stolleneingang und Reste der Anlagen sowie die kleine Abraumhalde mit geringer Haldensturzhöhe sind an der im Volksmund sogenannten Bergwerksstraße, die man vom Wandererparkplatz Sieberzheiligen fast niveaugleich erreicht, noch vorzufinden.

## Verkehr

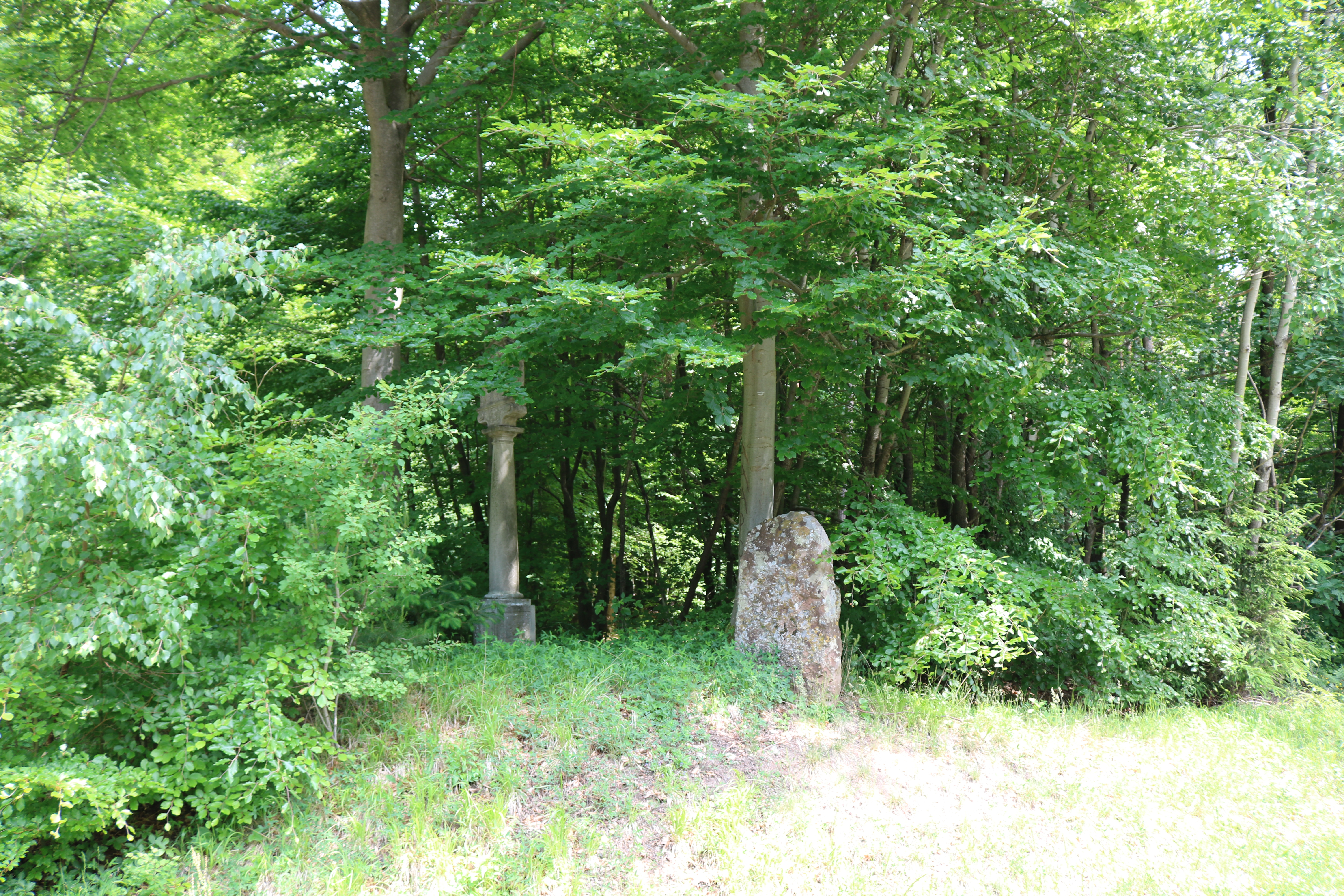
Die Querung der Altstraße Antsanvia und der Landesstraße 3079 Giesel-Sieberzmühle-Hosenfeld. Rechts: Alte Grenzmarke der Karlmann-Schenkung an der Sieberzheiligen

Südlich vorbei am Himmelsberg verläuft die Landesstraße 3079 (Hosenfeld–Sieberzmühle–Giesel). Südsüdöstlich des Berges bei der Anhöhe Sieberzheiligen verlief die frühgeschichtliche Handelsstraße Antsanvia. Alte Wegemarken zeugen noch heute von deren Verlauf unmittelbar seitlich der asphaltierten und bis in die 1970er Jahre nach Oberrode führenden Kreisstraße 107. Im Rahmen eines Entwidmungsverfahrens nach dem Hessischen Straßengesetz (HessStrG) wurde die ehemals dem öffentlichen Straßenverkehr gewidmete Straße im Einvernehmen mit dem Forstamt Fulda, dem Landkreis Fulda und der Gemeinde Hosenfeld zur Forststraße abgestuft. Die K 107 besteht nur noch zwischen den Fuldaer Stadtteilen Oberrode und Besges.

## Wandern
Gegenüber dem Wandererparkplatz Sieberzheiligen stehen seitlich der Landesstraße ein Bildstock sowie ein senkrecht stehender Sandstein, ein alter Grenzstein der frühgeschichtlichen Karlmann-Schenkung wohl aus dem Jahre 747, die im Zuge des Straßenbaues der L 3079 in den 1960er Jahren auf die nun gegenüberliegende Straßenseite versetzt wurden.
Der Himmelsberg lässt sich unmittelbar vom viel genutzten Wandererparkplatz Sieberzheilgen an der L 3079 auf markierten Wanderwegen, die sich in einem guten Zustand befinden, Er- und Umwandern. Auch von weiteren um den Berg gelegenen Wandererparkplätzen, lässt er sich von verschiedenen Ausgangspunkten erkunden: An dem Weiler Sieberzmühle mit dem gleichnamigen Ausflugslokal oder bei der Wallfahrtskirche Kleinheiligkreuz beginnend kann der Berg auf – für den öffentlichen Fahrzeugverkehr gesperrten – Wald- und Forstwegen erwandert werden.

## Versorgung
Unmittelbar an den Wandererparkplatz angrenzend wurde in 1966 der neue Hochbehälter der Wasserversorgung Giesel errichtet.

## Bildergalerie

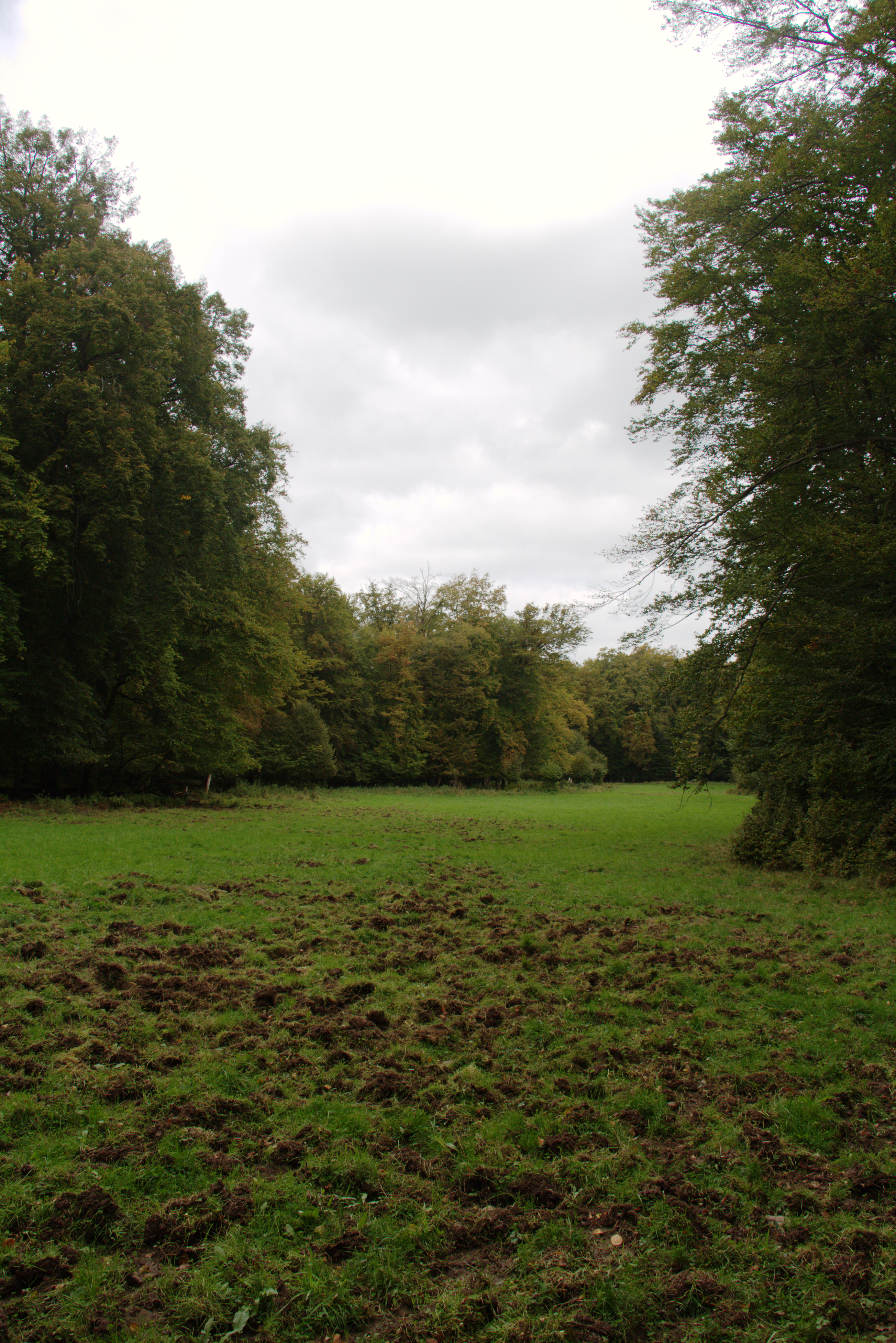
Eine der vielen Waldwiesen die vom Wild bearbeitet wurden
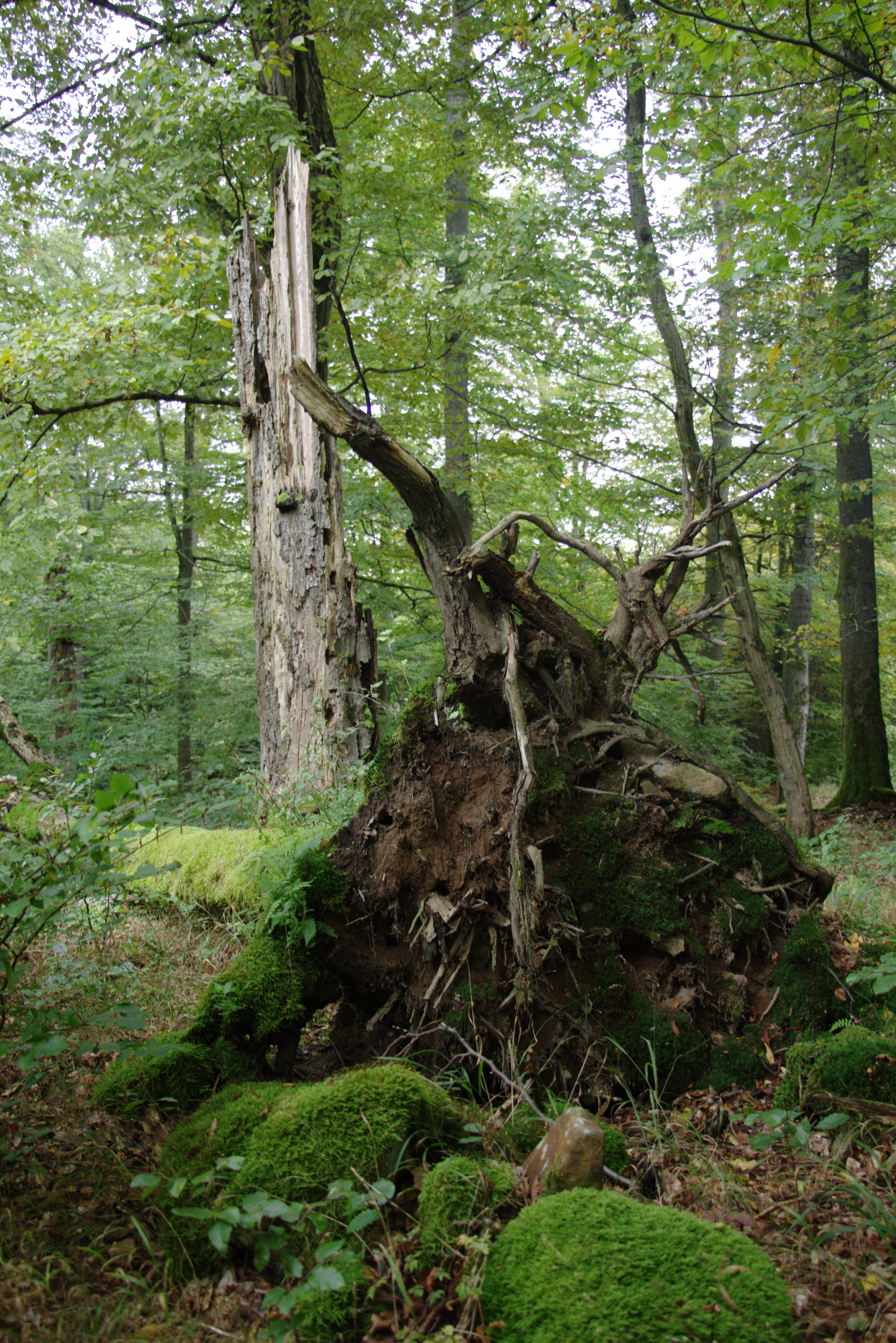
Alter Buchenbestand
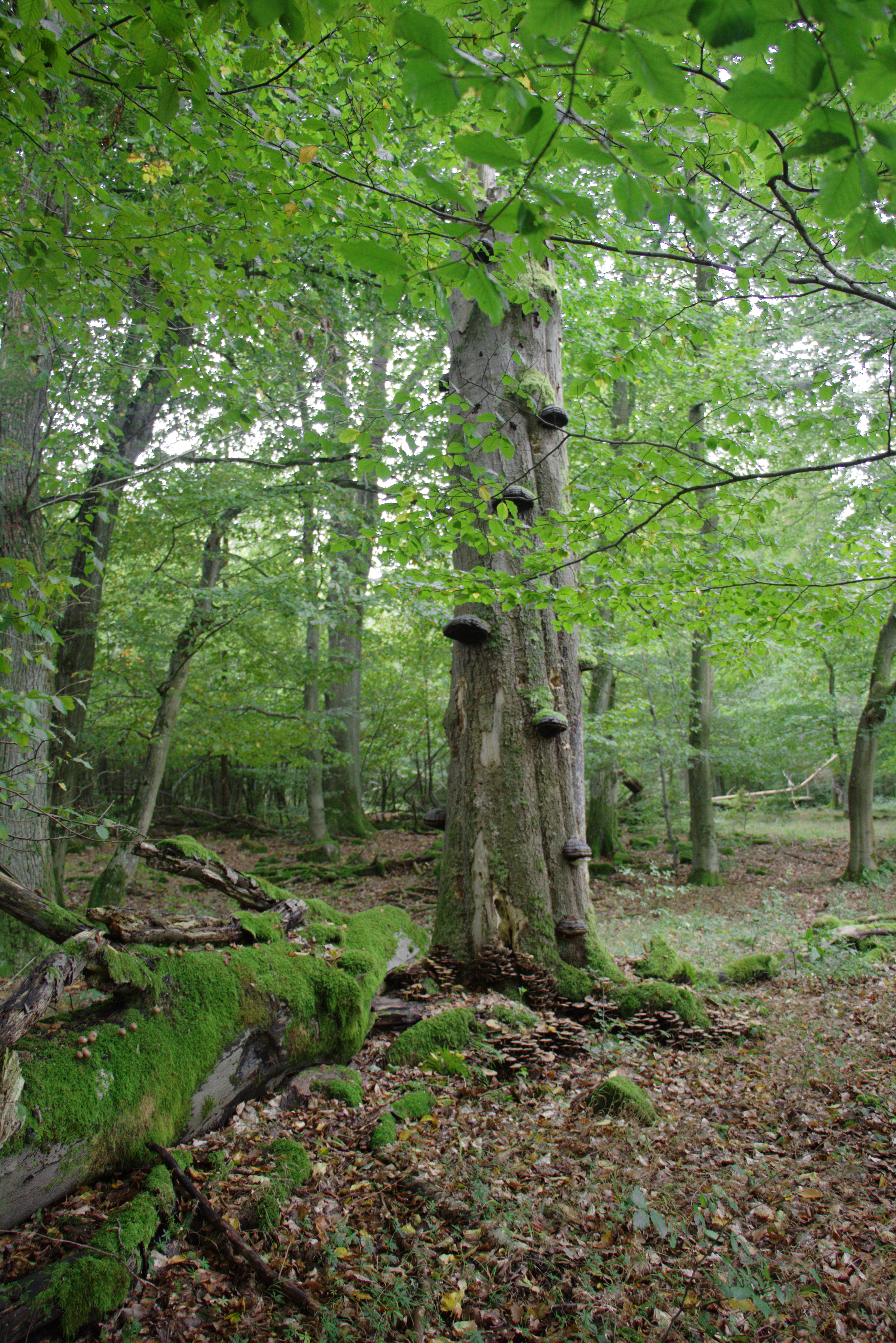
Baumbestand
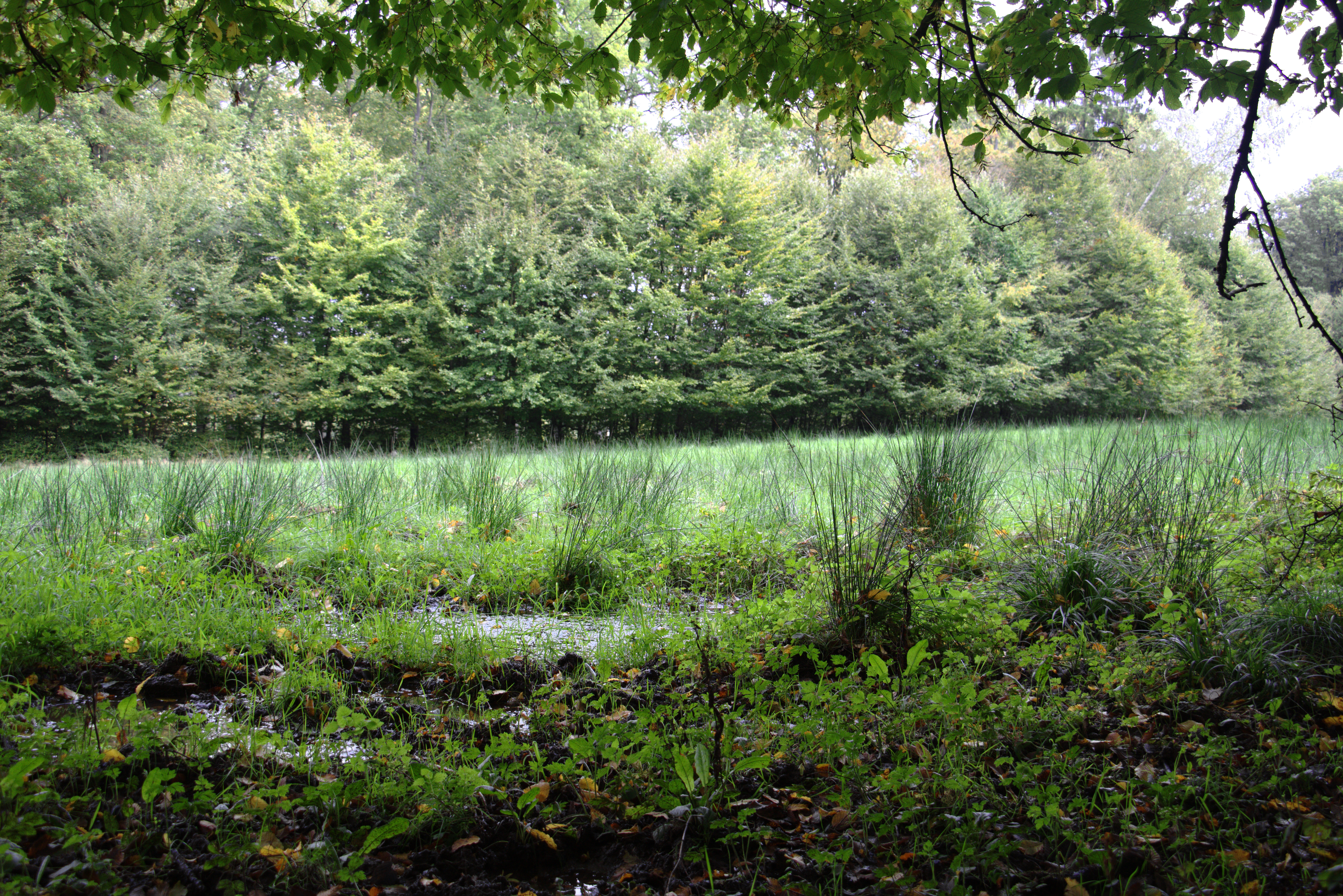
Feuchtwiesen
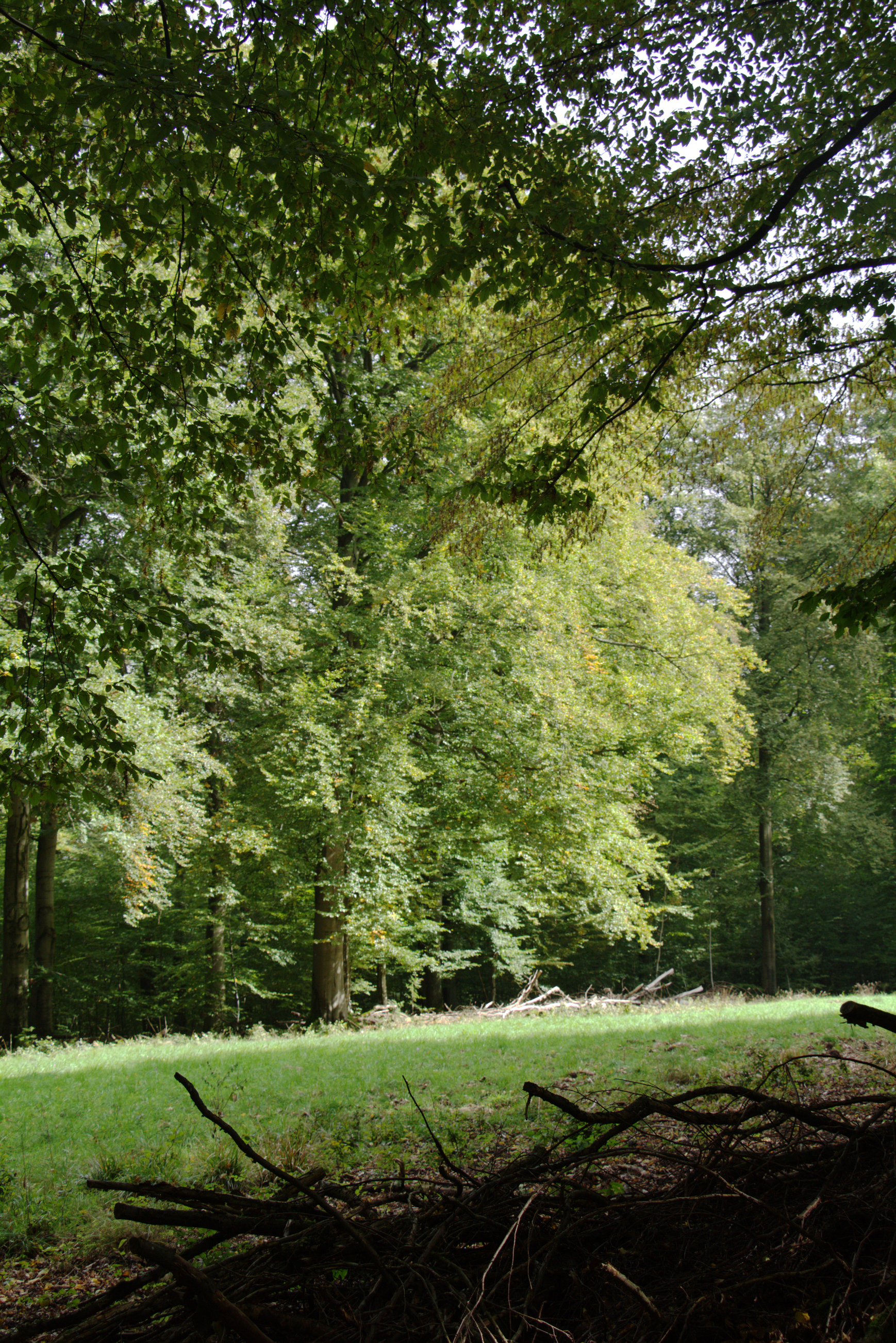
Buchenbestand an Waldwiesen
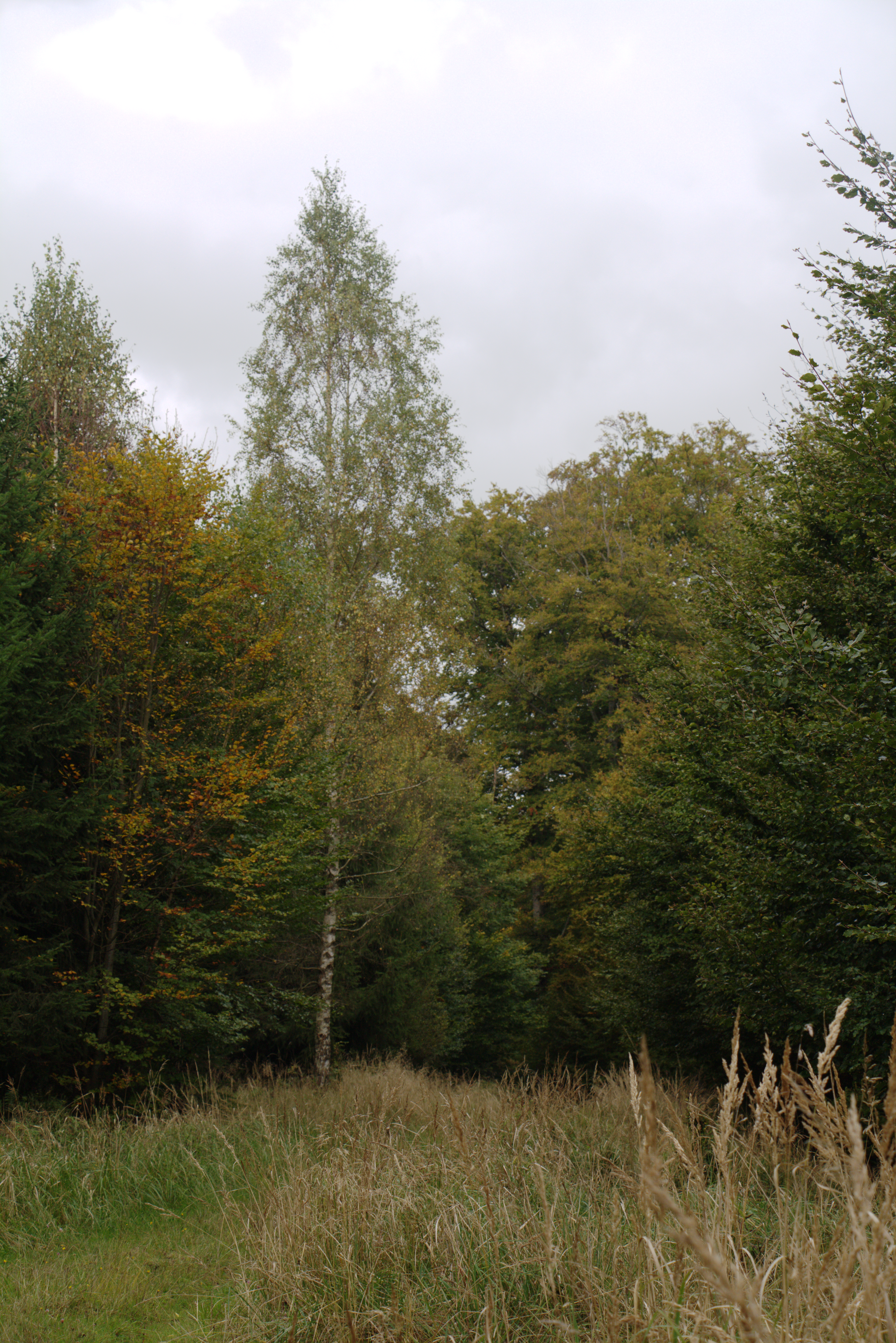
Randbereiche
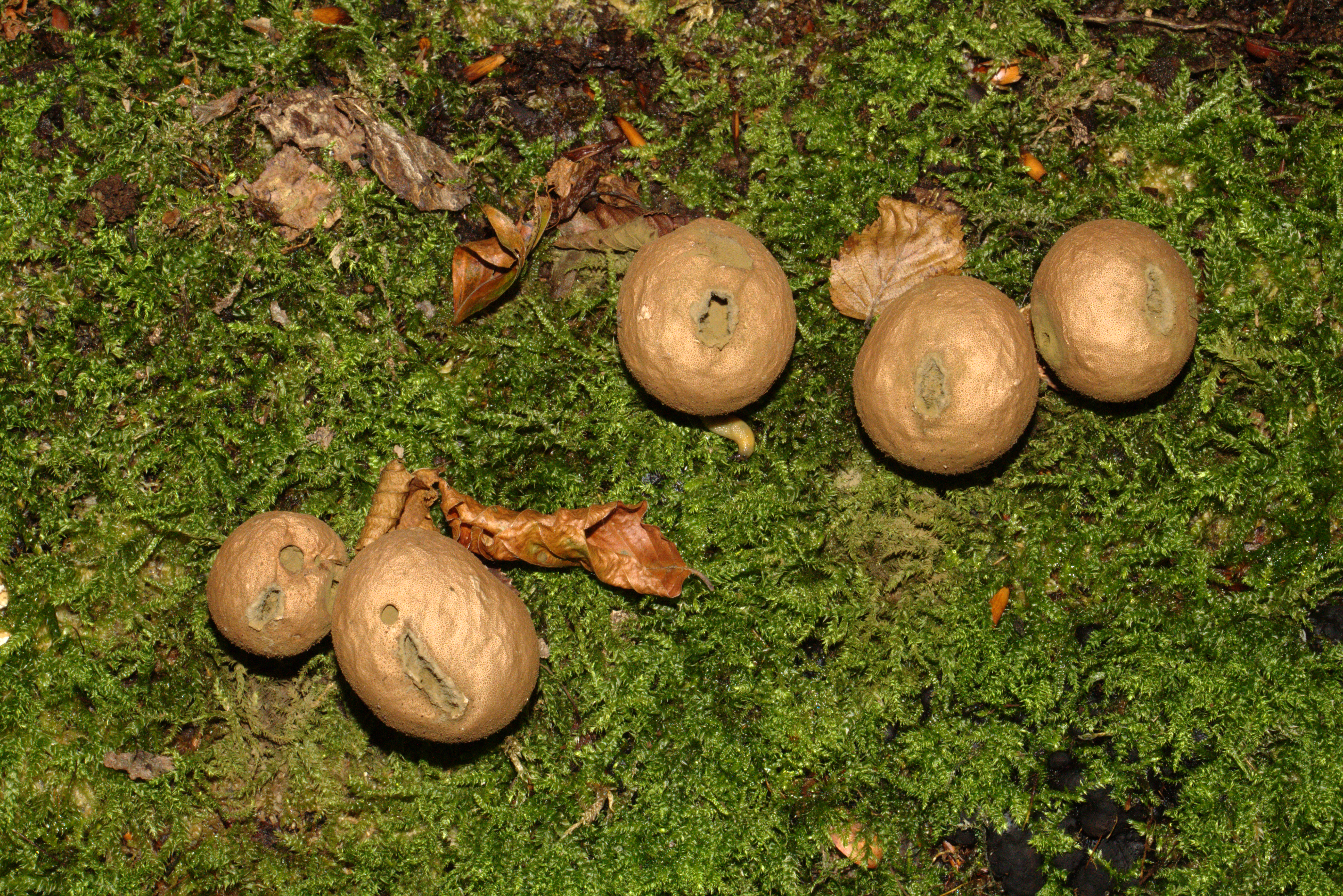
Der Waldboden mit Lycoperdon pyriforme Birnen-Stäubling